# Kościół św. Franciszka z Asyżu w Głuchołazach
Kościół Świętego Franciszka z Asyżu – rzymskokatolicki kościół gimnazjalny należący do parafii św. Wawrzyńca w Głuchołazach.

## Historia
Świątynia została wzniesiona w latach 1865-1866 dzięki ofiarom miejscowych ewangelików. Projekt został opracowany przez Hartmana z Nysy. On także kierował budową. Wnętrze budowli jest ozdobione murowanym ołtarzem z 1890 roku oraz drewnianym stropem kasetonowym. W ołtarzu głównym jest umieszczony obraz z Chrystusem ukazującym się św. Franciszkowi oraz posągi św. Agnieszki i św. Alojzego. W ołtarzach bocznych znajdują się obrazy przedstawiające Matkę Boską z Dzieciątkiem i Ecce homo. W ołtarzach na bocznych ścianach znajdują się obrazy św. Rodziny oraz Piotra i Jezusa na Jeziorze. Ten ostatni został ufundowany przez niemieckiego ministra do spraw wyznań na polecenie cesarzowej Wiktorii Koburg. Organy zostały ufundowane przez księcia Fryderyka von Meklemburg, który przyjeżdżał do miasta na nabożeństwa z uzdrowiska Grafenberg.